# تحالف الأولاد السودانيين المفقودين
تحالف الأطفال السودانيين المفقودين هو منظمة 501(c)(3)، مؤسسة تطوعية في جاكسونفيل بولاية فلوريدا، تأسست في عام 2004، لتلبية الاحتياجات الصحية والتعليمية للأولاد السودانيين المفقودين وأشقائهم الذين يعيشون في أفريقيا والولايات المتحدة.

## التاريخ
تم تأسيس تحالف الأطفال السودانيين المفقودين في عام 2004 من قبل جوان هيشت.
يقدم التحالف مساعدات إنسانية في جنوب السودان لتشمل بناء عيادات بالأشعة السينية وأدوية للمستشفيات المحلية، وحفر ثمانية آبار مياه لتوفير المياه النظيفة للقرويين الريفيين والمنازل والأسرة للأطفال في دور الأيتام السودانية وتمويل للمساعدة في بناء المدارس واللوازم المدرسية للطلاب، وتوزيع المصابيح الشمسية على القرويين الريفيين ومختلف المشاريع الأخرى.
بالإضافة إلى جهودهم الإنسانية في جنوب السودان، ساعد التحالف أكثر من خمسة وستين من الأولاد الضائعين من جنوب السودان في الولايات المتحدة في دفع رسوم الدراسة الجامعية والكتب، وقدم المساعدة الطبية لأكثر من 100 فتى وفتاة ضائعين يعيشون في جاكسونفيل بولاية فلوريدا.

## روابط خارجية
- الموقع الرسمي نسخة محفوظة 14 سبتمبر 2019 على موقع واي باك مشين.